# ホソバセセリ
ホソバセセリ（細羽挵、 Isoteinon lamprospilus）は、チョウ目（鱗翅目）セセリチョウ科に属するチョウの一種。

## 概要
山登りをするとよく見かけるセセリ。高原、低山の山頂など明るい場所に生息し、緩やかに飛翔する。縦に長い翅と、その上の大きな白点はホソバセセリ独特の模様で、ほかに紛らわしい種もとくにいない。花によく集まる。
平野や市街地、住宅地、都心部にはおらず、食草が生えているところならどこでもいるというわけではない。

## 生活史
食草は、ススキを始めとする単子葉イネ科植物。発生は年1回（暖地では年2回）、越冬態は中齢幼虫。
母蝶は産卵の際に食草となる葉に止まり、葉先に尻を向けて後ずさりし、葉の先端に卵を1つだけ産むという習性がある。
開発が進むにつれ、この蝶もいくつかの生息地を奪われ、また追い立てられている。

## 分布
北陸地方～関東地方以南の本州（但し中部地方以北では内陸部にはいない）、四国、九州。国外では朝鮮半島南部と中国大陸東部および西部、台湾、ベトナム北部。